# Gottlob Frege

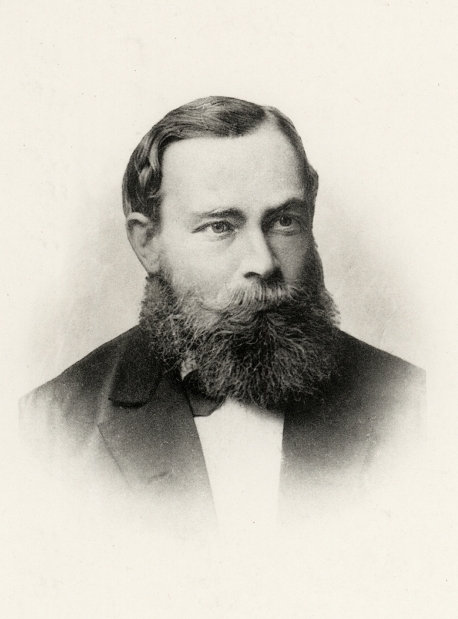
Gottlob Frege (1878)

Friedrich Ludwig Gottlob Frege (* 8. November 1848 in Wismar; † 26. Juli 1925 in Bad Kleinen) war ein deutscher Logiker, Mathematiker und Philosoph.
Seine herausragende Leistung auf dem Gebiet der Logik besteht darin, als erster eine formale Sprache und, damit zusammenhängend, formale Beweise entwickelt zu haben. Er schuf dadurch eine wesentliche Grundlage für die heutige Computertechnik und Informatik sowie für formale Methoden in der linguistischen Semantik.
Im Bereich der Philosophie waren seine sprachphilosophischen Betrachtungen außerordentlich einflussreich. So unterschied er etwa zwischen der Bedeutung und dem Sinn eines Wortes. Unmittelbar beeinflusst hat er u. a. Rudolf Carnap, der bei ihm studierte, Bertrand Russell und Ludwig Wittgenstein. Frege gilt als einer der hauptsächlichen Wegbereiter der analytischen Philosophie, einer der wichtigsten Strömungen der Philosophie des 20. Jahrhunderts.
Für seine Errungenschaften auf dem Gebiet der formalen Logik und der Grundlagen der Mathematik wurde Frege von Fachkundigen als der ‹größte Logiker des 19. Jahrhunderts› bezeichnet. Logisch-semantische Untersuchungen setzen auch heute den überlieferten Standard in das Werk Freges.

## Biografie

### Eltern und Vorfahren
Gottlob Frege war Sohn von Karl Alexander Frege (* 1809 in Hamburg; † 1866) und dessen Frau Auguste Wilhelmine Sophia, geborene Bialloblotzky (* 1815 in Pattensen; † 1898). Die Heirat der Eltern fand 1846 statt. Freges Vater war Gründer, Lehrer und Vorsteher einer privaten Höheren Töchterschule in Wismar. Dort wurde insbesondere (neben Unterricht in Religion, Französisch, Geschichte, Naturkunde, Geographie und Rechnen) elementarer Unterricht in Neuhochdeutsch für die von Haus aus Plattdeutsch sprechenden Töchter gegeben (Eintrittsalter war acht Jahre). Karl Alexander Frege veröffentlichte 1862 auch eine neuhochdeutsche Grammatik. Freges Mutter Auguste war dort ab 1843 Lehrerin gewesen und leitete später nach dem Tod ihres Mannes 1866 noch zehn Jahre erfolgreich die Mädchenschule. Ihr Vater war Heinrich Sigmund Bialloblotsky (1757–1828), der Superintendent in Pattensen und ab 1822 in Wunstorf war. Die Familie Bialloblotzky entstammte dem im 17. Jahrhundert aus Glaubensgründen von Polen nach Deutschland (Seehausen bei Wittenberge) ausgewanderten polnischen Adelsgeschlecht Ogonceyk. Freges Großmutter mütterlicherseits war die Tochter des Superintendenten Ludwig Wilhelm Ballhorn, die ihre Linie bis zu Philipp Melanchthon zurückverfolgte. Weitere Vorfahren Freges waren sein Onkel mütterlicherseits der Forschungsreisende in Afrika, Schulleiter, Pastor und Missionar Christoph Heinrich Friedrich Bialloblotsky (1799–1869) und sein Großvater väterlicherseits, der Kaufmann und sächsische Konsul in Hamburg Christian Gottlob Frege (1779–1811), der mit der Tochter eines Maklers Printz verheiratet war. Er stammte aus einer bekannten Leipziger Bankiersfamilie (siehe Christian Gottlob Frege).

Frege hatte noch einen Bruder, Arnold (1852–nach 1925), mit dem er allerdings wenig Kontakt pflegte.
Freges Geburtshaus in der Böttcherstraße 2 in Wismar, das der Vater 1846 erwarb, wurde im Zweiten Weltkrieg zerstört.

### Ausbildung und Beruf
Frege besuchte das Gymnasium Große Stadtschule Wismar. Einer seiner Lehrer, Leo Sachse, hatte anscheinend einen großen Einfluss auf ihn. Der Name „Leo Sachse“ wird später in Freges Schriften in Beispielen verwendet. Nachdem 1866 sein Vater gestorben war, begann Frege 1869 sein Studium auf Sachses Rat hin an der Universität Jena. Hier lehrten unter anderem Ernst Abbe, der Frege in seiner wissenschaftlichen Karriere unterstützte, und der Philosoph Kuno Fischer, mit dessen Ideen Frege sich intensiv auseinandersetzte.
Im Jahre 1871 wechselte Frege an die Universität Göttingen, wo er 1873 seine Doktorarbeit Über eine geometrische Darstellung der imaginären Gebilde in der Ebene vorlegte. Frege kehrte nach Jena zurück, wo er sich 1874 bei Abbe über das Thema Rechnungsmethoden, die sich auf eine Erweiterung des Größenbegriffes gründen habilitierte. Er lehrte als Privatdozent. 1879 wurde er zum außerordentlichen Professor ernannt.
1887 heiratete Frege Margarete Lieseberg, Tochter des Kaufmanns Heinrich Lieseberg aus Grevesmühlen. Die Ehe blieb kinderlos (nach anderen Quellen hatten sie mindestens zwei Kinder, die jung starben), und das Ehepaar Frege adoptierte einen Jungen, Paul Otto Alfred Frege (vormals Paul Otto Alfred Fuchs).

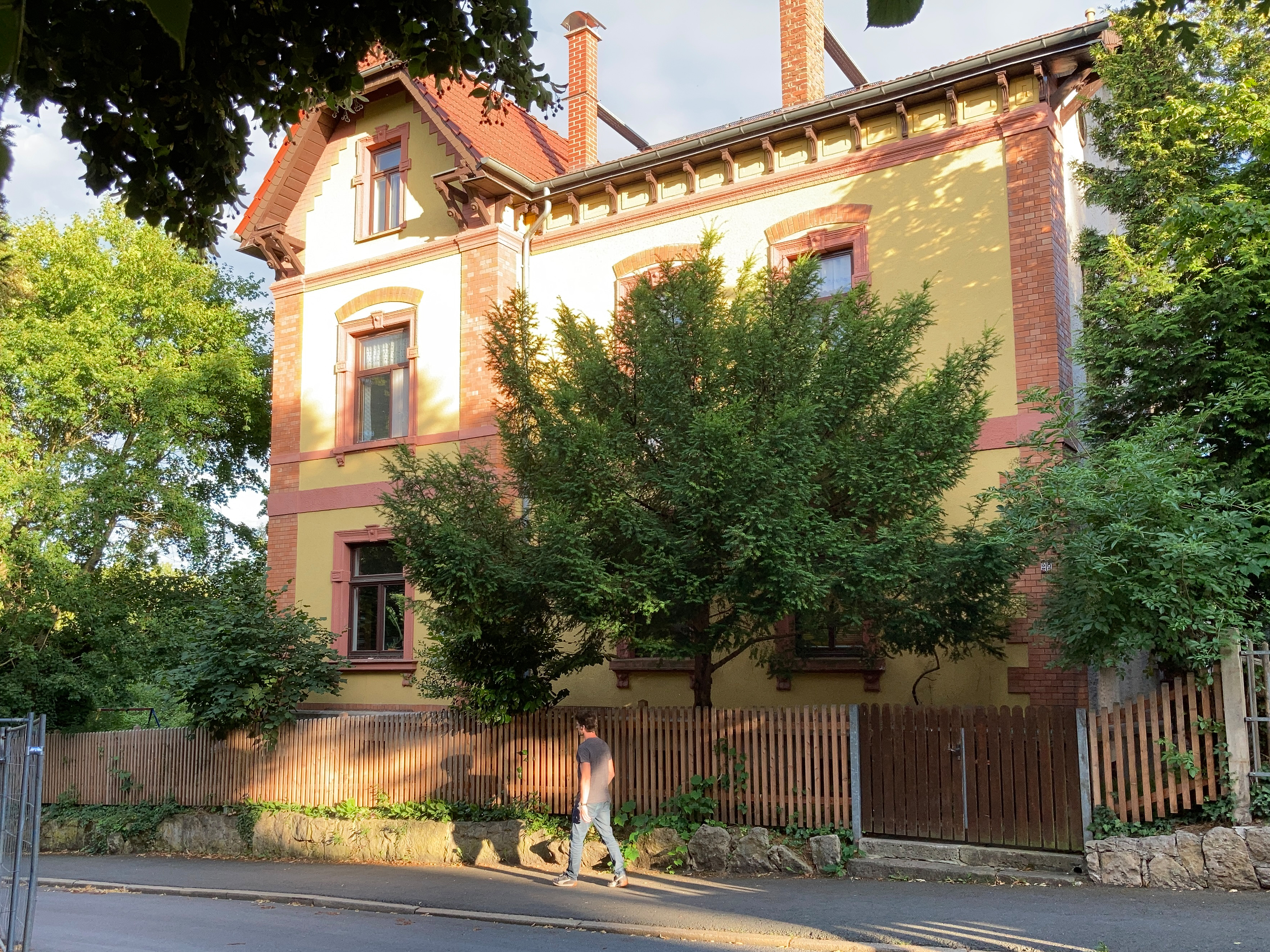
Freges Haus in Jena (Forstweg 29), geteilt mit seinem Nachbarn Rudolf Hirzel

Im Jahre 1895 wurde Frege zum Mitglied der Leopoldina gewählt. 1896 wurde Frege in Jena zum ordentlichen Honorarprofessor berufen und lehrte dort – wenig beachtet von Studenten und Kollegen – durchgehend bis zu seiner Emeritierung im Jahre 1917. Freges einziger Student von Bedeutung war Rudolf Carnap, der sein Werk später in mancherlei Hinsicht weiterführte und bekannt machte. In seinen Erinnerungen beschreibt Carnap seinen Lehrer Frege als einen äußerst introvertierten Menschen, in dessen Lehrveranstaltungen dieser die meiste Zeit mit dem Rücken zu seinen wenigen Hörern, der Tafel zugewandt, sprach und keinerlei Nachfrage oder Diskussion anregte. Immerhin hatte Frege wissenschaftlichen Kontakt zu den Literaturnobelpreis-Trägern Rudolf Eucken und Bertrand Russell. Der junge Ludwig Wittgenstein besuchte Frege mehrmals und betont im Vorwort des Tractatus logico-philosophicus Freges entscheidenden Einfluss.
Freges wissenschaftliche Arbeit wurde 1902 durch die Entdeckung der Russellschen Paradoxie in eine schwere Krise gestürzt (siehe auch den Abschnitt Mathematik). 1903 gestand Frege im Nachwort seiner Grundgesetze der Arithmetik ein, dass durch Russell die „Grundlagen seines Baues erschüttert“ worden seien.

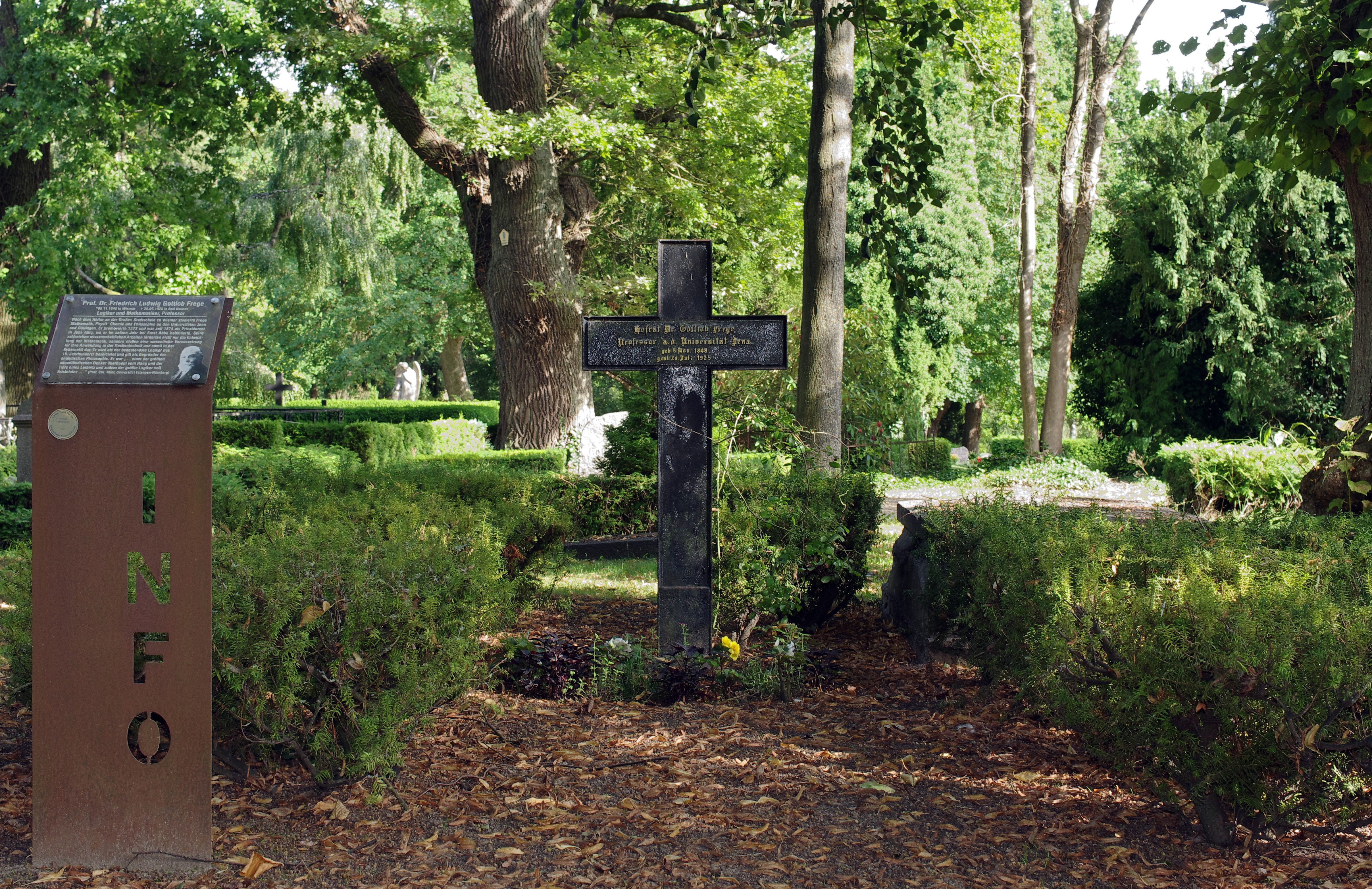
Gottlob Freges Grab, Friedhof Wismar

### Letzte Lebensjahre
1904 starb Freges Frau Margarete. In den Folgejahren verfiel Frege in eine Depression, die sich unter anderem darin äußerte, dass er keine größeren Arbeiten mehr publizierte. Erst nach seiner Emeritierung erschien wieder eine Reihe von drei zusammenhängenden logischen Untersuchungen: Der Gedanke (1918), Die Verneinung (1918) und Gedankengefüge (1923). Er hatte seine Lebenskrise zumindest teilweise überwunden. In seinem 1994 aus dem Nachlass publizierten Teil seines Tagebuchs (für 1924) finden sich antidemokratische, antikatholische, antifranzösische und antisemitische Bemerkungen; öffentlich ist Frege aber wohl nie politisch in Erscheinung getreten. Seinen Lebensabend verbrachte Frege in Bad Kleinen, in der Nähe seiner Geburtsstadt Wismar.
Er wurde auf dem Friedhof Wismar beigesetzt, wo eine Informations-Stele an ihn erinnert.
Freges Nachlass kam auf Initiative von Heinrich Scholz 1935 nach Münster, wo er bei einem Bombenangriff im März 1945 zu einem großen Teil zerstört wurde.

### Ehrungen
- 2001 wurde der Asteroid (21665) Frege nach ihm benannt.
- Bronzebüste des Frege-Denkmals am Turm der Marienkirche Wismar

## Wirken

### Logik

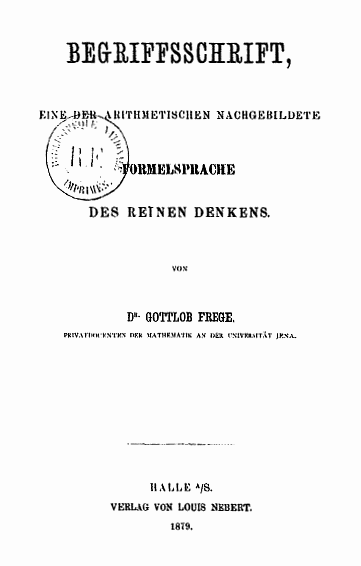
Das Titelblatt der Begriffsschrift

Nachdem die durch Aristoteles begründete Syllogistik seit der Antike als die exakteste Form logischen Schließens gegolten hatte, begann mit Freges revolutionärer Begriffsschrift von 1879 eine neue Ära in der Geschichte der Logik. In dieser Publikation entwickelte er eine neue Logik in axiomatischer Form, die bereits den Kernbestand der modernen formalen Logik umfasste, nämlich eine Prädikatenlogik zweiter Stufe mit Identitätsbegriff.
Frege war neben George Boole und Ernst Schröder einer derjenigen Logiker des 19. Jahrhunderts, die durch die Verbesserung der Logik den Grundstein für die Erforschung der Grundlagen der Mathematik legten. Nach Wilhelm Ackermann und David Hilbert, die in ihren Arbeiten häufig Bezug auf seine Schriften nahmen, ist Freges wichtigster Beitrag die Erfüllung „der Bedürfnisse der Mathematik nach exakter Grundlegung und strenger axiomatischer Behandlung“.
Da Frege logische Gesetze strikt von der Psychologie trennt, kann er zudem als einflussreicher Opponent des Psychologismus betrachtet werden. Maßgeblich ist hierbei Freges Unterscheidung zwischen (a) Ursachen und Denkgesetzen, anhand derer Menschen sich de facto beim Urteilen orientieren (nach Frege Gebiet der Psychologie), und (b) Gesetzen des richtigen Schließens, die stets zu wahren Urteilen führen, weil ihre Gründe des Urteilens ausschließlich Wahrheiten sind (nach Frege Gebiet der Logik). Da Menschen, so Frege, mitunter zu falschen Urteilen kommen, haben die de facto zugrunde liegenden Denkgesetze der Menschen keinen inhärenten Bezug zur Wahrheit; sie verhalten sich neutral zu Wahr- und Falschheit. Menschliches Urteilen ist damit nicht extensionsgleich mit richtigem Schließen, welches zu wahren Urteilen führt. Nur letzteres ist nach Frege Gebiet der Logik: Die Logik soll die Gesetze des richtigen Schließens erforschen und ist für Frege die Wissenschaft des Wortes „wahr“, hat also die Wahrheit selbst als Untersuchungsgegenstand. Demgegenüber hat die Psychologie (wie alle anderen Wissenschaften) nur indirekt mit der Wahrheit zu tun, indem sie auf ihre Forschungsergebnisse Wahrheitsanspruch erhebt. Die Logik bekommt nach Frege somit eine normative Wendung: Sie gibt rechtfertigende Gründe an, ein Urteil für wahr (oder falsch) zu halten. Die Psychologie ist in diesem Zusammenhang rein deskriptiv, da die von ihr erforschten kognitiven (und sensuellen) Ursachen, die ein Subjekt zu einem Urteil geführt haben nicht das Wahr- oder Falsch-sein des Urteils verbürgen, sondern lediglich beschreiben, wie das Subjekt zu dem Urteil gekommen ist.

### Mathematik
In der Philosophie der Mathematik trat Frege als scharfer Kritiker vorgefundener Ansätze hervor: In den Grundlagen der Arithmetik findet sich eine umfangreiche und einflussreiche Analyse v. a. der Theorien Immanuel Kants, der arithmetische Sätze als synthetische Urteile a priori auffasst, und John Stuart Mills, für den arithmetische Sätze durch Erfahrung bestätigte allgemeine Naturgesetze sind.
Daneben war Frege der Begründer eines neuen mathematikphilosophischen Programms, des Logizismus, dem zufolge die Sätze der Arithmetik sich auf logische Wahrheiten zurückführen lassen. Dieses Programm wird in den Grundlagen der Arithmetik informell skizziert und in den späteren Grundgesetzen der Arithmetik streng formal durchgeführt.
Das System des Logizismus enthielt jedoch einen Widerspruch, die sogenannte Russellsche Antinomie, wie Frege in einem berühmt gewordenen Brief von Bertrand Russell von 1902 erfahren musste. Frege sah sein Lebenswerk gescheitert und zog sich resigniert von der Logik zurück. Nichtsdestoweniger hatte er durch seine Arbeit die wesentlichen Grundlagen geschaffen, auf denen andere, insbesondere Russell, aufbauen und das logizistische Programm vollenden konnten.

### Philosophie

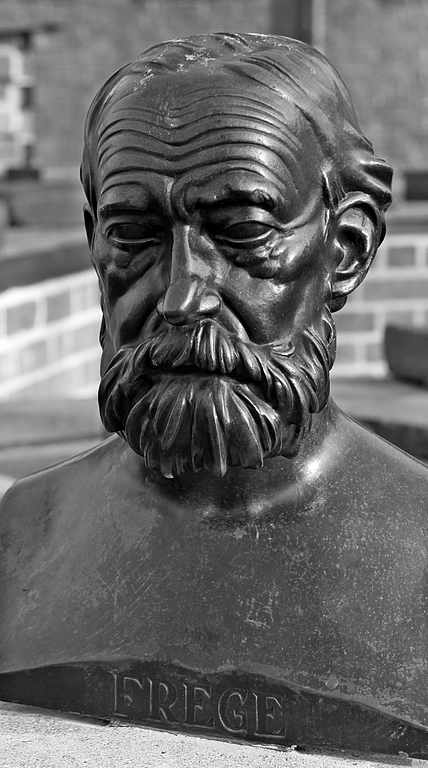
Bronzebüste Freges in der Marienkirche in Wismar von Karl-Heinz Appelt

Im Bereich der Sprachphilosophie unterscheidet Frege zwischen einem Sinn und einer Bedeutung, die jedem sprachlichen Zeichen zukommen. Freges Terminologie weicht dabei vom heute üblichen Sprachgebrauch ab, denn mit Bedeutung meint er den Bezug bzw. die Referenz eines Ausdrucks, während sein Sinn dem nahekommt, was heute für gewöhnlich als Bedeutung bezeichnet wird. Frege kennt grundsätzlich drei verschiedene Arten von sprachlichen Ausdrücken: Eigennamen, Sätze und Begriffsausdrücke. Für jeden dieser Typen kann zwischen Sinn und Bedeutung unterschieden werden:
- Eigennamen: Eigennamen sind für Frege Ausdrücke, die auf genau einen Gegenstand Bezug nehmen. Ein Eigenname kann einfach sein wie „die Venus“ oder komplex wie „der erste Mann auf dem Mond“. Die Bedeutung eines Eigennamens ist der Gegenstand, den er bezeichnet. Der Sinn eines Eigennamens liegt in der „Art seines Gegebenseins“, wie Frege sich ausdrückt. Die beiden Ausdrücke „3 + 5“ und „10 − 2“ bezeichnen beide die Zahl 8, sie haben also nach Frege dieselbe Bedeutung. Sie haben aber unterschiedlichen Sinn, da die Zahl 8 durch sie jeweils in unterschiedlicher Form gegeben ist (einmal als Ergebnis einer Addition, einmal als Ergebnis einer Subtraktion).
- Sätze: Der Sinn eines Satzes ist nach Frege der durch ihn ausgedrückte „Gedanke“. Dieser Gedanke ist als objektiver Inhalt zu verstehen. Frege wehrt sich ausdrücklich dagegen, den Gedanken mit einer bloßen „Vorstellung“ gleichzusetzen. Nach Frege erfassen alle, die einen Satz verstehen, denselben Gedanken, nichtsdestoweniger können sie doch unterschiedliche Vorstellungen haben.
Bei der Bestimmung der Bedeutung von Sätzen macht Frege Gebrauch vom später so genannten Frege-Prinzip, welches besagt, dass sich die Bedeutung eines Satzes nicht ändert, wenn einer seiner Bestandteile durch einen Ausdruck mit gleicher Bedeutung ersetzt wird.[23] Ersetzen wir in dem wahren Satz „Neil Armstrong war Amerikaner“ den Eigennamen „Neil Armstrong“ durch den bedeutungsgleichen „der erste Mann auf dem Mond“, so erhalten wir „Der erste Mann auf dem Mond war Amerikaner“, einen ebenfalls wahren Satz. Da sich Wahrheit bzw. Falschheit von Sätzen bei Ersetzung von Ausdrücken durch bedeutungsgleiche im Normalfall (vgl. unten) nicht ändern, bestimmt Frege zunächst als Bedeutung von Sätzen die so genannten „Wahrheitswerte“, das Wahre und das Falsche. Nach Frege haben also alle wahren Sätze dieselbe Bedeutung, ebenso alle falschen. (Diese zunächst recht kontraintuitive These, dass es nur zwei mögliche Bedeutungen von Sätzen gibt, wird heute häufig im Rückgriff auf das sogenannte Slingshot-Argument (Steinschleuderargument) begründet.)
Wie bereits angedeutet, gilt die Erhaltung des Wahrheitswertes bei Ersetzung bedeutungsgleicher Ausdrücke nur im Normalfall. Die Sätze „Frank glaubt, dass Neil Armstrong Amerikaner ist“ und „Frank glaubt, dass der erste Mann auf dem Mond Amerikaner ist“ haben jedoch nicht notwendigerweise denselben Wahrheitswert (insbesondere dann nicht, wenn Frank nicht weiß, dass Neil Armstrong der erste Mann auf dem Mond ist), obwohl auch hier ein Ausdruck durch einen bedeutungsgleichen ersetzt wurde. Frege sagt daher, dass Nebensätze, die von Verben wie „glauben“ abhängen, in „ungerader Rede“ stehen. Sätze haben als Bedeutungen nur dann Wahrheitswerte, wenn sie in gerader Rede stehen. In der ungeraden Rede ist die Bedeutung eines Satzes nach Frege der durch ihn ausgedrückte Gedanke. Die Bedeutung eines Satzes in der ungeraden Rede ist demnach dasselbe wie sein Sinn in der geraden.
- Begriffsausdrücke: Ein Begriffsausdruck entsteht dadurch, dass in einem Satz ein Eigenname weggelassen wird. Dadurch, dass man in dem Satz „Berlin ist eine Hauptstadt“ den Eigennamen „Berlin“ weglässt, entsteht der Begriffsausdruck „( ) ist eine Hauptstadt“. Solche Ausdrücke nennt Frege auch „ungesättigt“, womit er sagen will, dass sie einer Komplettierung durch einen Eigennamen bedürfen. Die Bedeutung eines Begriffsausdrucks ist ein Begriff. Für Frege ist dies eine Funktion, deren Werte Wahrheitswerte sind. Wird also die Funktion „( ) ist eine Hauptstadt“ beispielsweise auf Paris angewendet, so liefert sie den Wahrheitswert das Wahre (weil „Paris ist eine Hauptstadt“ wahr ist), bei Frankfurt liefert sie das Falsche (weil „Frankfurt ist eine Hauptstadt“ falsch ist). Über den Sinn eines Begriffsausdrucks findet sich bei Frege nicht viel, man kann aber vermuten, dass er darunter etwas wie die Definition des entsprechenden Begriffs versteht.

Darüber hinaus sind in vor allem in Freges späteren Arbeiten sprachpragmatische Überlegungen enthalten. Frege zufolge kann sich der Inhalt eines Ausdrucks aus bis zu drei Teilen zusammensetzen: Sinn, Kraft und Färbung. Insbesondere mit Kraft und Färbung untersucht Frege Phänomene, die heutzutage in der Sprachpragmatik behandelt werden.
- Sinn: Der Sinn eines Ausdrucks ist derjenige Aspekt eines Ausdrucks, der für Freges Logik (Begriffsschrift) entscheidend. Ob ein Satz wahr oder falsch ist, ist am Sinn des Satzes (bzw. am Sinn der im Satz vorkommenden Ausdrücke) festzumachen. Logisches Operieren hat sich Frege zufolge nur am Sinn von Ausdrücken zu orientieren und müsse von anderen Inhaltsaspekten der Ausdrücke (Kraft und Färbung) absehen.[25][26]
- Kraft: Die Kraft kann mit den Mitteln der Sprechakttheorie beschrieben werden und bezeichnet den Sprechakt, mit dem ein Gedanke (eine Proposition) geäußert wird. Wird ein Satz Frege zufolge behauptet, wird damit auch die Anerkennung seiner Wahrheit vermittelt, geht also mit dem Eingehen von Geltungseinsprüchen einher (z. B. „Der 8. November 1848 war ein Mittwoch.“). Demgegenüber kann, so Frege weiter, der Sinn eines Satzes nicht nur behauptet, sondern z. B. in einem Fragesatz erfragt werden, wobei der Sinn dann offenbar nicht als wahr anerkannt wird (z. B. „War der 8. November 1848 ein Mittwoch?“). Dass die behauptende Kraft nicht allein in der Form des Satzes liegt, zeigt Frege, indem er das behauptende Äußern eines Satzes von der formgleichen „Scheinbehauptung“ eines Schauspielers unterscheidet: Indem der Schauspieler in seiner Rolle auf der Bühne Sätze äußert, vermittelt er offensichtlich keine Anerkennung der Wahrheit der geäußerten Sätze.[27] Frege regt damit bereits grundlegende Überlegungen zu den Gelingensbedingungen von Behauptungen an.
- Färbung: Mit der Färbung beschreibt Frege die (von Sinn und Kraft verschiedene) Art und Weise, mit der man einen Sinn zum Ausdruck bringt, die den Sinn selbst jedoch nicht beeinflusst. Sinngleiche (also logisch äquivalente) Ausdrücke können somit in ihrer Färbung verschieden sein. Der Begriff der Färbung darf als Überbegriff verstanden werden, da Frege viele unterschiedliche Beispiele für Färbungen nennt, die ihm zufolge verschiedene Zwecke realisieren.[28] Eine wichtige Unterkategorie von Färbungen stellt dabei das Geben eines Winks, wie Frege es nennt, dar. Winke können als implizite kommunikative Akte verstanden werden. Frege zufolge drücken z. B. die Sätze (A) „Dieser Hund hat die ganze Nacht geheult“ und (B) „Dieser Köter hat die ganze Nacht geheult“ denselben Sinn aus und sind somit logisch äquivalent (ist der eine Satz wahr, ist es auch der andere). Freges Logik ist blind für die inhaltlichen Unterschiede zwischen den beiden Sätzen, die ein kompetenter Sprecher jedoch unmittelbar registriert. Frege trägt den inhaltlichen Unterschieden zwischen A und B (bzw. zwischen „Hund“ und „Köter“) Rechnung, indem er argumentiert, dass mit B nicht nur der entsprechende, auch in A enthaltende, Sinn ausgedrückt wird, sondern zusätzlich der Wink gegeben wird, „sich den Hund etwas ruppig vorzustellen“ oder den Hund gering zu schätzen. Dass diese Winke keinen zusätzlichen Sinn darstellen, der in B enthalten ist, zeigt Frege durch einen Test: Ist A wahr und äußert man B ohne damit eine bestimmte Vorstellung vom Tier oder seine Geringschätzung zu vermitteln, so wird der Satz dadurch nicht falsch, sondern bleibt wahr. Die Äußerung ist dann lediglich etwas unangemessen.[29] Ein weiteres von Frege diskutiertes Beispiel stellt der Unterschied zwischen „X und Y“ und „X aber Y“ dar. Beide Ausdrücke dienen laut Frege dazu, eine Konjunktion zwischen X und Y auszudrücken, mit „aber“ wird jedoch zusätzlich der Wink gegeben, es bestehe ein Gegensatz zwischen X und Y.[30] Freges Begriff des Winks weist starke Ähnlichkeiten zu der von H. P. Grice formulierten konventionellen Implikatur auf, die für die zeitgenössische Sprachphilosophie bzw. Pragmatik nach wie vor einflussreich ist.[31]

## Schriften
Originalausgaben
- Über eine geometrische Darstellung der imaginären Gebilde in der Ebene. A. Neuenhann, Jena 1873 (Inaugural-Dissertation der Philosophischen Fakultät zu Göttingen zur Erlangung der Doktorwürde). Digitalisat.
- Rechnungsmethoden, die sich auf eine Erweiterung des Grössenbegriffes gründen. Friedrich Frommann, Jena 1874 (Dissertation zur Erlangung der Venia Docendi bei der Philosophischen Fakultät in Jena). Digitalisat.
- Begriffsschrift, eine der arithmetischen nachgebildete Formelsprache des reinen Denkens. Louis Nebert, Halle a. S. 1879, Digitalisat.
- Ueber Anwendungen der Begriffsschrift. In: Jenaische Zeitschrift für Naturwissenschaft, 13. Band 1879, Supplement-Heft II, S. 29–33.
- Ueber den Zweck der Begriffsschrift. In: Sitzungsberichte der Jenaischen Gesellschaft für Medicin und Naturwissenschaft für das Jahr 1882. Jena 1883 (Supplement zu Jenaische Zeitschrift für Naturwissenschaft, 16. Band, 1883), S. 1–10.
- Die Grundlagen der Arithmetik. Eine logisch mathematische Untersuchung über den Begriff der Zahl. Wilhelm Koebner, Breslau 1884. Digitalisat.
- Function und Begriff. Vortrag gehalten in der Sitzung vom 9. Januar 1891 der Jenaischen Gesellschaft für Medicin und Naturwissenschaft. Hermann Pohle, Jena 1891 (im Internet-Archiv).
- Über Sinn und Bedeutung. In: Zeitschrift für Philosophie und philosophische Kritik. 100, 1892, S. 25–50.
- Ueber Begriff und Gegenstand. In: Vierteljahrsschrift für wissenschaftliche Philosophie. 16. Jahrgang, Nr. 2, 1892, S. 192–205.
- Grundgesetze der Arithmetik. Hermann Pohle, Jena 1893 (Band I) (The European Mathematics Library) und 1903 (Band II) (The European Mathematics Library).
- Über die Grundlagen der Geometrie. In: Jahresbericht der Deutschen Mathematiker-Vereinigung. Band 12, 1903, S. 319–324  und 368–375, und Band 15, 1906, S. 293–309, 377–403 und 423–430.
- Was ist eine Funktion?. In: Stefan Meyer (Hrsg.): Festschrift Ludwig Boltzmann gewidmet zum sechzigsten Geburtstage, 20. Februar 1904. Johann Ambrosius Barth, Leipzig 1904, S. 656–666 (im Internet-Archiv, dito, dito).
- Der Gedanke. Eine logische Untersuchung. In: Beiträge zur Philosophie des deutschen Idealismus. Band I, 1918–1919, S. 58–77.
- Die Verneinung. Eine logische Untersuchung. In: Beiträge zur Philosophie des deutschen Idealismus. Band I, 1919, S. 143–157.
- Logische Untersuchungen. Dritter Teil: Gedankengefüge. In: Beiträge zur Philosophie des deutschen Idealismus. Band III, 1923, S. 36–51.

Moderne Textausgaben und Nachdrucke
- Grundgesetze der Arithmetik. 2., unveränderte Auflage, Olms, Hildesheim 1962.
- Begriffsschrift und andere Aufsätze. Herausgegeben von Ignacio Angelelli. 2. Auflage, Olms, Hildesheim 1964.
- Nachgelassene Schriften und wissenschaftlicher Briefwechsel. Kritisch herausgegebene Centenarausgabe mit ergänzenden Texten. Herausgegeben von Hans Hermes, Friedrich Kambartel und Friedrich Kaulbach:
  - Band 1: Nachgelassene Schriften. Herausgegeben von Hans Hermes und Friedrich Kambartel. 2., revidierte Auflage, Meiner, Hamburg 1983, ISBN 978-3-7873-0490-5.
  - Band 2: Wissenschaftlicher Briefwechsel. Herausgegeben von Gottfried Gabriel, Hans Hermes, Friedrich Kambartel, Christian Thiel und Albert Veraart. Meiner, Hamburg 1976, ISBN 978-3-7873-0331-1.
  - Band 3: Die Grundlagen der Arithmetik. Herausgegeben von Christian Thiel. Meiner, Hamburg 1986, ISBN 978-3-7873-0646-6.
- Gottlob Freges Briefwechsel mit D. Hilbert, E. Husserl, B. Russell sowie ausgewählte Einzelbriefe Freges. Herausgegeben von Gottfried Gabriel, Friedrich Kambartel und Christian Thiel. Meiner, Hamburg 1980, ISBN 3-7873-0482-7.
- Die Grundlagen der Arithmetik. Herausgegeben von Joachim Schulte. Reclam, Stuttgart 1986, ISBN 978-3-15-008425-0.
- Die Grundlagen der Arithmetik. Herausgegeben von Christian Thiel, Meiner, Hamburg 1988, ISBN 978-3-7873-0719-7.
- [Tagebuch]. In: Deutsche Zeitschrift für Philosophie [DZfPh]. 42 (6), 1994, S. 1067–1098.
- Logische Untersuchungen. Herausgegeben und eingeleitet von Günther Patzig. 5. Auflage, Vandenhoeck & Ruprecht, Göttingen 2003, ISBN 978-3-525-34031-8.
- Funktion, Begriff, Bedeutung. Fünf logische Studien. Herausgegeben und eingeleitet von Günther Patzig. Vandenhoeck & Ruprecht, Göttingen 2008, ISBN 978-3-525-23115-9.
- Über Sinn und Bedeutung. Herausgegeben von Uwe Voigt. Reclam, Stuttgart 2019, ISBN 978-3-15-019582-6.
- Schriften zur Logik und Sprachphilosophie. Aus dem Nachlaß. Herausgegeben von Gottfried Gabriel. 5., verbesserte und mit ergänzter Bibliographie versehene Auflage. Meiner, Hamburg 2020, ISBN 978-3-7873-3855-9.
- Ausgewählte Schriften zur Philosophie der Logik und der Sprache. Herausgegeben von Dolf Rami. Vandenhoeck & Ruprecht, Göttingen 2021, ISBN 978-3-8252-5590-9.
- Der Gedanke. Eine logische Untersuchung. Herausgegeben von Uwe Voigt. Reclam, Ditzingen 2024, ISBN 978-3-15-014565-4.
- Über Begriff und Gegenstand. Sinn und Bedeutung. Der Gedanke und andere Schriften. Herausgegeben von Uwe Voigt. Reclam, Ditzingen 2025, ISBN 978-3-15-014627-9.